# Port lotniczy Bagdogra
Port lotniczy Bagdogra (IATA: IXB, ICAO: VEBD) – port lotniczy położony 16 km od miasta Siliguri, w stanie Bengal Zachodni, w Indiach.